# BUZZLIP (アルバム)
『BUZZLUP』（バズリップ）は日本のバンド、BUZZLIPによるミニアルバム。

## 内容
BUZZLIPの記念すべきデビュー作品。「Welcome to the Buzzy World」のDJ.MELTDOWNのリミックスも収録。

## 批評
CDジャーナルは「ラップが入っても声のディストーションが大胆でも、メロディアスの部分は一貫して聴きやすい。中期以降のWANDSが好きだった人におすすめ」と評した。

## 収録曲
1. Lifestyle Revolution
作詞：HAZE　作曲・編曲：HAJIME
2. SHOT GUN
作詞：HAZE　作曲・編曲：HAJIME
3. OASIS
作詞：HAZE　作曲・編曲：HAJIME
4. Welcome to the Buzzy World
作詞：HAZE　作曲・編曲：HAJIME
5. LIFE IS R&R
作詞：HAZE　作曲：HAZE・HAJIME　編曲：HAJIME
6. Welcome to the Buzzy World (hi floor mix)
Remix：DJ.MELTDOWN

## レコーディング参加
- 大橋雅人 - ベース
- 山口昌人 - ドラム